# Samuel Menjot d'Elbenne
Pour les articles homonymes, voir Elbenne.
Samuel-Georges-Jean-Maurice Menjot, vicomte d'Elbenne, né le 2 juin 1850 à Sainte-Croix et mort le 19 octobre 1933 à Beillé (château de Couléon), est un diplomate et historien français.

## Biographie
Licencié en droit de la faculté de droit de Paris, il est attaché au Ministère des Affaires étrangères de 1877 à 1882, commis principal en 1882, et secrétaire d'ambassade en 1883. Il assiste aux noces d’argent de l’Empereur François-Joseph d'Autriche et, avec la délégation française, au couronnement du tsar Alexandre III de Russie.
En 1877, il entreprend des fouilles archéologiques à Sceaux-sur-Huisne.
Il fut membre de la commission de Monuments historiques, de l'Inventaire des richesses d'art de la France en 1878 et du comité du Mans de la Croix-Rouge, ainsi que président du Syndicat des agriculteurs de Tuffé de 1896 à 1906 et du Syndicat agricole du canton de Tuffé de 1907 à 1922.
Il était également membre de la société d’agriculture de la Sarthe, de la Société française d’archéologie et de la Société des antiquaires de France, président d’honneur de la Société de la province du Maine et vice-président de la Société des archives du Maine et de la Société historique et archéologique du Maine.
Il fut maire de Beillé de 1878 à 1933 et conseiller d'arrondissement de Tuffé de 1892 à 1906.
Il était chevalier de la Légion d'honneur et officier d'Académie.
Fils de Charles Menjot, vicomte d'Elbenne, et de Sidonie Ogier d’Ivry, il épousa la fille de Henri de Legge.
La commune de Beillé lui rend hommage en nommant l'école de son nom en 2016.

## Publications
- Sigillographie du Maine. Barons du Maine. Famille de Saint-Mars. Sceaux de Saint-Georges-du-Rosay (1871)
- Sceaux de Saint-Georges-du-Rosay, arrière-fief de la Mousse (1874)
- Pierre tombale de Catherine d'Illiers, dame de Montreuil, à Duneau (1874)
- Sigillographie du Maine. Barons du Maine. Sires de Braiteau. Famille Papillon (1875)
- Les sires de Braitel au Maine du XIe au XIIIe siècle, d'après des documents pour la plupart inédits (1876)
- Le Tombeau d'un croisé (1884)
- Cartulaire de l'abbaye de Saint-Vincent du Mans (ordre de saint Benoit) (1886)
- Notice sur la vie et les travaux de M. l'abbé Robert Charles (1887)
- La défaite des Reîtres à Connerré le 2 décembre 1589 (1895)
- Le Palais des Comtes du Maine et ses dépendances à la fin du XVe siècle (1898)
- Franchises accordées par leurs seigneurs aux villes de La Ferté-Bernard, Château-du-Loir et Mayet (1256-1272) (1901)
- Note sur la famille de Jean d'Yerriau, évêque du Mans (1439-1448) (1904)
- Note sur les premiers vicomtes du Mans (1904)
- Jean Du Lys, sa descendance et la prévôté de Vaucouleurs (1456-1575) (1910)
- Le Trésor de la forêt de Vibraye (XVe siècle) (1910)
- Le chapitre royale de l'église collégiale de Saint-Pierre-de-la Cour, sainte-chapelle du Mans (1910)
- Premier cartulaire: 572 - 1188 (1912)
- Madame de la Sablière : ses pensées chrétiennes et ses lettres à l’Abbé de Rancé, éditions Plon (1923), prix Marcelin Guérin de l’Académie française en 1924
- Antiquités gallo-romaines de Sceaux (Sarthe). I : la Villa. II : la Vieille cour. III : le Balneum (1929)
- Madame de la Sablière, ses pensées chrétiennes et ses lettres à l'abbé de Rancé. Avec portrait et gravures (1931)
- Constructions rurales: moyen de perfectionner les toits et de les rendre plus commodes, plus économiques en conciliant l'élégance et la solidité

## Distinctions
- Chevalier de la Légion d'honneur

## Sources
- L.-J. Denis, R. Baret et E. Vallée, "Le Vicomte Menjot d'Elbenne", Province du Maine, 2e série, t. XIV (1934), p. 177-190 et 209-218